# Olivier Nusslé
Olivier Nusslé, né le 23 mai 1926 au Grand-Saconnex, est un chef de chœur, enseignant, pianiste et arrangeur vaudois.

## Biographie
Olivier Nusslé, fils de pasteur, se rend en 1946 à Saint-Germain-en-Laye près de Paris, où il commence des études de théologie. C'est également là qu'il commence à chanter des negro spirituals avec quelques camarades et qu'un groupe se forme dans les années d'immédiat après-guerre. En 1952, il rentre à Lausanne pour poursuivre ses études mais il les interrompt pour s'inscrire à l'École normale et devenir, de 1954 à 1960, instituteur dans le canton de Vaud, puis, de 1960 à sa retraite en 1991, maître d'enseignement professionnel à Lausanne. Passionné par la musique, il se forme au piano, orgue, théorie musicale et composition aux conservatoires de Fribourg et de Lausanne et suit des cours de direction chorale avec Carlo Hemmerling, Michel Corboz et Robert Faller.
Considéré comme un pionnier de l'introduction des negro spirituals en Suisse, Olivier Nusslé dirige, hormis les Compagnons du Jourdain dès leur création en 1947 à Paris, puis en 1952 à Lausanne, de nombreux chœurs et groupes vocaux : le Chœur des Alpes de Montreux de 1963 à 1975, le Chœur J.-S. Bach de Lausanne dès 1972 et pendant trente-deux ans (en tant qu'assistant de Jean-Pierre Moeckli, puis de A. Farkas), le Chœur paroissial de Corsier-Corseaux de 1977 à 1992, l'Union chorale du Sentier de 1983 à 1989 et, de 1989 à 2005, l'Harmonie des Campagnes de Goumoens-la-Ville. Il a en outre harmonisé une centaine de negro spirituals et de gospel songs, ainsi que de nombreuses pièces de musique chorale. Son répertoire de chef de chœur comprend également des pièces de nombreux compositeurs suisses, tels Carlo Hemmerling, Michel Hostettler, Andras Farkas, Bernard Reichel, mais également des pièces plus classiques de Haydn et Mozart. Enfin, il a collaboré au mouvement "À cœur joie" et avec les maisons d'édition VDE-Gallo et Sympaphonie. Olivier Nusslé restera particulièrement présent dans la mémoire des choristes et amateurs de gospel pour avoir dirigé pendant 60 ans les Compagnons du Jourdain de Lausanne, en Suisse mais également lors de tournées à l'étranger. Son compteur indique 1270 concerts avec cet ensemble vocal, autant d'occasions d'exprimer la foi chrétienne qui l'habite, lui et ses camarades chanteurs. En 2013, à 87 ans, le fondateur des Compagnons du Jourdain pose sa baguette, faute de successeur. En raison de son départ et de l'âge moyen relativement élevé des choristes, le chœur se dissout.

## Sources
- « Olivier Nusslé », sur la base de données des personnalités vaudoises sur la plateforme « Patrinum » de la Bibliothèque cantonale et universitaire de Lausanne.
- Olivier Nusslé : Les Compagnons du Jourdain : passion gospel, Bière, Cabédita, 2013, p. 9
- Simond, Gilles, "Olivier Nusslé, musicien: le bon semeur des graines de gospel", 24 heures, 2013/11/12, p. 36
- Krauer, Jean-Pierre, "Compagnons du Jourdain : quelque jeunes à la recherche du message du "negro spiritual", Feuille d'Avis de Lausanne, 1961/02/25, p. 25
- Allaz, Yves, "Il y a 20 ans, Carlo Hemmerling : Fraîcheur des vertus traditionnelles", 24 heures, 1987/05/12
- "Avec les Compagnons du Jourdain, "Attention... départ"", 24 heures, 1986/03/18, p. 24
- Témoignage oral de Marguerite Contesse, habitante de Corsier-sur-Vevey, concernant l'importance de la découverte des Negro Spirituals pour la génération des jeunes protestants des années 1950, 00:28:05 à 00:34:00, Wikimedia Commons